# Frontera entre Mèxic i Guatemala
La frontera entre Mèxic i Guatemala és una frontera internacional de 958 quilòmetres de longitud situat a Centreamèrica. Del costat guatemalenc San Marcos, Huehuetenango, El Quiché, i El Petén; en la part mexicana es troben els estats de Chiapas (654 km), Tabasco (108 km) i Campeche (194 km).

## Història

### El Tractat de Límits amb Guatemala

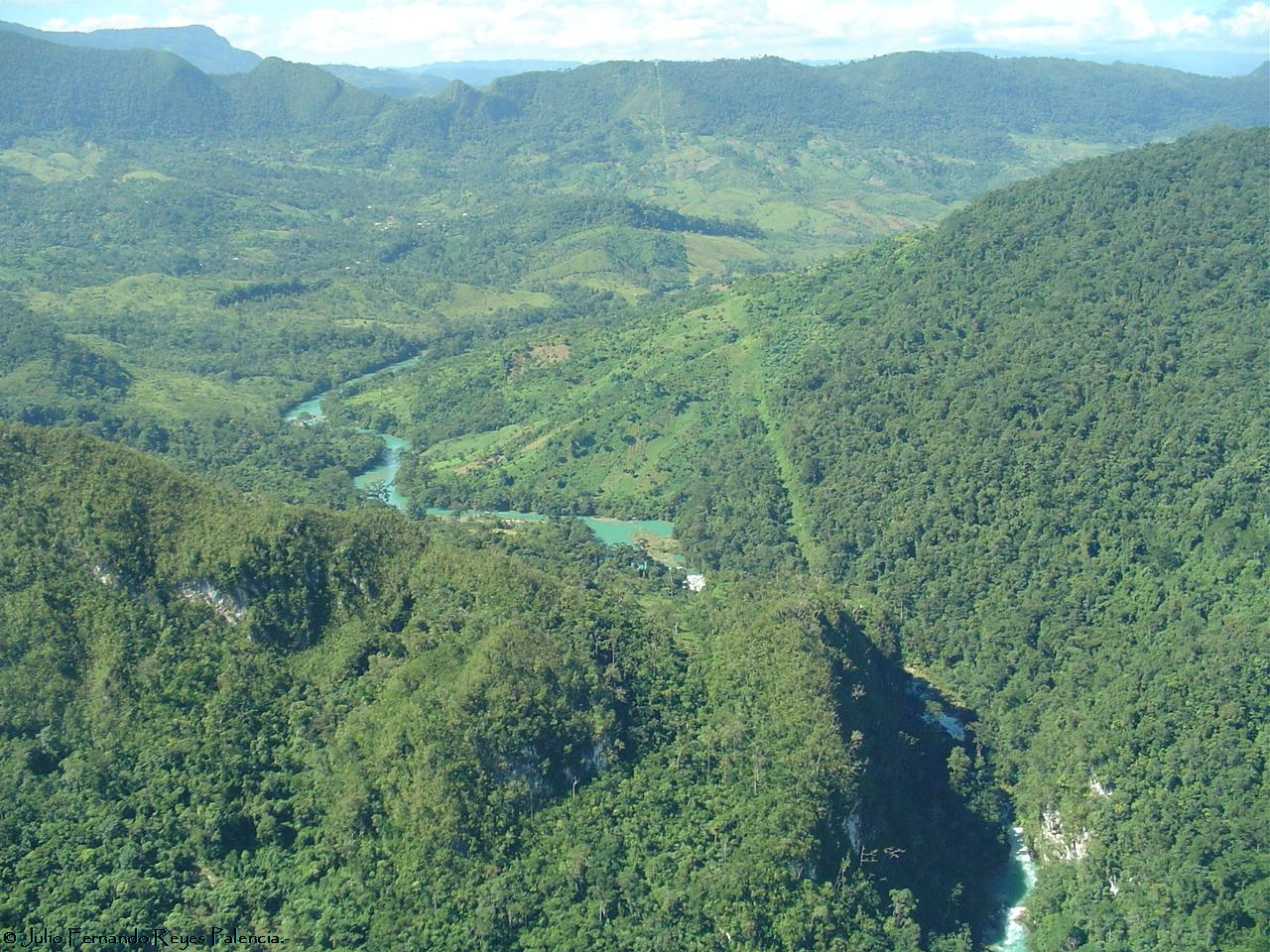
Mèxic es troba en el costat dret i Guatemala en l'esquerre.

En 1881 es plantegen problemes amb Guatemala quan el president Justo Rufino Barrios reclama les terres del Soconusco i Chiapas. La postura inicial del Govern de Mèxic era de no acceptar cap discussió sobre els seus drets en aquesta regió.
No obstant això, a partir de 1882 es va iniciar un diàleg per resoldre el problema entre Matías Romero i Justo Rufino a El Malacate en la Hisenda de Barrios (Soconusco), on tots dos tenien possessions. Van decidir acudir a l'arbitratge dels Estats Units. El Conveni Preliminar es va signar a Nova York el 12 d'agost de 1882, i en ell s'establia que: 
| « | "la República de Guatemala prescindeix de la discussió que ha sostingut sobre els drets que li assisteixen al territori de Chiapas i el seu departament de Soconusco" | » |

 pel que la posició de Mèxic queda ben assentada quant als seus drets d'aquests territoris.
El Tractat de Límits definitiu es va signar a Ciutat de Mèxic el 27 de setembre de 1882. En el seu primer article disposa que: 
| « | "La República de Guatemala renuncia per sempre als drets que jutja tenir sobre el territori de l'Estat de Chiapas i del seu Districte de Soconusco, i en conseqüència, considera aquest territori com parteix integrant dels Estats Units Mexicans." | » |

 Quant al traçat de la frontera pròpiament dita, Mèxic i Guatemala van acordar utilitzar línies rectes entre punts clau coneguts i acceptats per tots dos països. Els treballs de mesurament i delimitació van concloure en 1902. Al Soconusco Guatemala va avançar fins al riu Suchiate i Mèxic va rebre la comarca de Motozintla.

### La immigració
En 2006 Joseph Contreras perfila el tema dels immigrants guatemalencs que entren il·lícitament a Mèxic a la revista Newsweek i ha assenyalat que si bé el president de Mèxic Vicente Fox reclama que els Estats Units concedeixin la residència legal a milions d'immigrants il·legals a Mèxic, Mèxic només havia concedit estatut legal a 15.000 immigrants il·legals. A més, Contreras va trobar que a les finques de cafè de l'estat mexicà Chiapas, 40.000 peons guatemalencs suporten treballs esgotadors i requisits de vida miserables per guanyar aproximadament 3,50 dòlars USA al dia i que alguns agricultors fins i tot dedueixen el cost d'allotjament i menjar d'aquesta quantitat. En 2008 l'Institut Nacional de Migració mexicà estima que 400.235 persones creuen la frontera il·legalment cada any i que al voltant de 150.000 d'ells tenen previst anar aels Estats Units.

### Programa Frontera Sur
Igual que la frontera EUA-Mèxic, Mèxic ha limitat la tanca al llarg de la frontera sud amb Guatemala. En juliol de 2014, Mèxic va adoptar el Programa Frontera Sur a instàncies dels Estats Units. El pla proposa superar els reptes comuns a la migració i el respecte als drets humans i establir una frontera més moderna, eficient, pròspera i segura. En comptes de construir un mur i evitar que la gent travessi la frontera, Mèxic organitza una estructura interior reforçant capes de punts de control integrades per l'Instituto Nacional de Migración, la Policia Militar, l'Exèrcit Mexicà i la Marina Mexicana. Els resultats del programa de reforçament s'han barrejat amb l'increment de detencions i expulsions, però també ha augmentat la victimització dels immigrants per bandes delictives i funcionaris governamentals corruptes degut als fluxos més dispersos i que els migrants utilitzen les carreteres menys transitades. Més de 170,000 centreamericans davant de 120,000 en 2014. En 2016, segons l'organització mexicana de drets civils Movimiento Migrante Mesoamericano, més de 400.000 migrants van travessar la frontera sud de Mèxic i 20.000 d'ells moriren o desaparegueren a Mèxic a causa de les bandes criminals, el trànsit, o l'exposició als elements.

## Tràfic d'armes i drogues
La frontera amb Guatemala és la principal font d'armament de grau militar, inclosos llançagranades, granades de mà, explosiu plàstic i Granada propulsada per coet, utilitzats pels càrtels de la droga mexicans. Les armes són robades de les existències de municions dels governs d'Amèrica Central. En 2010 un cable diplomàtic dels Estats Units donat a conèixer per Wikileaks explica que Mèxic no té recursos suficients per patrullar la frontera amb només 125 agents per vigilar tota la frontera de 577 milles. Les autoritats mexicanes van confirmar que no disposen recursos suficients i que han concentrat els seus esforços en lluitar contra els càrtels al Nord.

## Ciutats i passos fronterers

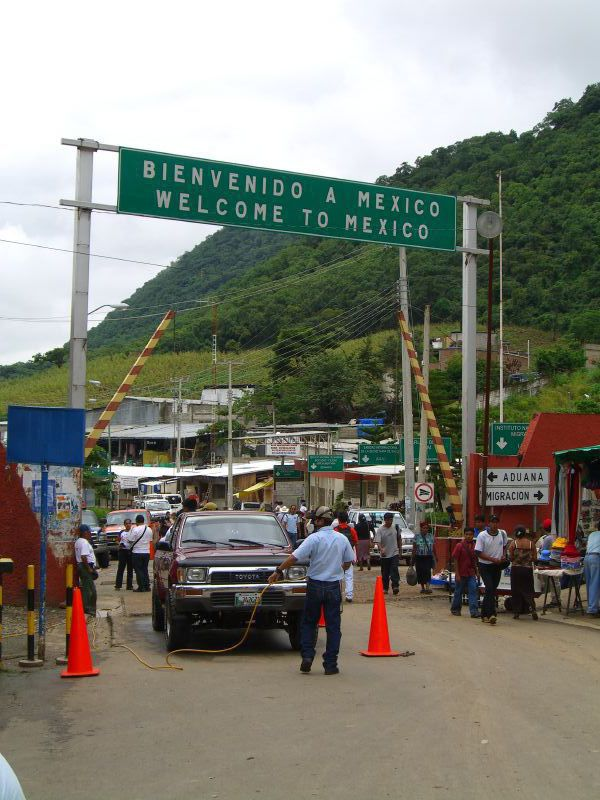
Pas fronterer Guatemala-Mèxic.

Guatemala i Mèxic comptaven amb 10 passos fronterers formals en 2004:
| Mèxic   | Mèxic            | Guatemala     | Guatemala         |
| Estat   | Localitat        | Departament   | Localitat         |
| ------- | ---------------- | ------------- | ----------------- |
| Chiapas | Ciudad Hidalgo   | San Marcos    | Ciudad Tecún Umán |
| Chiapas | Talismán         | San Marcos    | El Carmen         |
| Chiapas | Unión Juárez     | San Marcos    | Toquían Grande    |
| Chiapas | Mazapa de Madero | San Marcos    | Sibinal           |
| Chiapas | Cuauhtémoc       | Huehuetenango | La Mesilla        |
| Chiapas | Carmen Xhán      | Huehuetenango | Gracias a Dios    |
| Chiapas | Nuevo Orizaba    | El Quiché     | Ingenieros        |
| Chiapas | Frontera Corozal | El Petén      | Bethel            |
| Tabasco | El Ceibo         | El Petén      | El Ceibo          |
| Tabasco | El Martillo      | El Petén      | El Naranjo        |